# Wyspa Kościuszki
Wyspa Kościuszki (ang. Kosciusko Island) – wyspa w Archipelagu Aleksandra, w południowo-wschodniej Alasce, na północny zachód od Wyspy Księcia Walii. Długość wyspy wynosi 40 km, szerokość 8-19 km, powierzchnia 444,4 km². Nazwa wzięła się od polskiego powstańca, Tadeusza Kościuszki.
Wyspa ma skaliste, trudno dostępne wybrzeże, jest górzysta i gęsto zalesiona. Najwyższy szczyt Mount Francis sięga 819 m. Zamieszkuje ją około 52 osób, w większości w rejonie Edna Bay (stan na rok 2000). Ludność wyspy zajmuje się rybołówstwem.
Wyspę pierwszy zbadał amerykański geograf William Healey Dall, który w 1879 roku nadał jej nazwę. Dokładnie wyspę eksplorował w latach 1935-1937 polski geograf Stefan Jarosz. Nadał on na wyspie wiele innych polskich nazw, jak Góra Krzyżanowskiego i Jezioro Piłsudskiego. 